# Centa San Nicolò
Centa San Nicolò é uma comuna italiana da região do Trentino-Alto Ádige, província de Trento, com cerca de 565 habitantes. Estende-se por uma área de 11 km², tendo uma densidade populacional de 51 hab/km². Faz fronteira com Caldonazzo, Calceranica al Lago, Vattaro, Besenello, Folgaria.